# Clairy-Saulchoix
Clairy-Saulchoix é uma comuna francesa na região administrativa de Altos da França, no departamento de Somme. Estende-se por uma área de 6,52 km². Em 2010 a comuna tinha 378 habitantes (densidade: 58 hab./km²).